# Черных, Алексей Сергеевич
Алексе́й Серге́евич Черны́х (2 октября 1892, Селенгинск — 5 апреля 1940, Москва) — советский дипломат.

## Биография
Окончил юридический факультет Императорского Московского университета в 1917 году без сдачи госэкзаменов.
Владел немецким (хорошо), английским и французским (хуже) языками.
Член РКП(б) с августа 1917 года.
- В 1918 году — сотрудник миссии РСФСР в Швейцарии.
- В 1920 году — секретарь делегации РСФСР на советско-финляндских переговорах о заключении Юрьевского мирного договора.
- В 1921 году — секретарь, советник полпредства РСФСР в Финляндии.
- С 31 июля 1921 по 9 июля 1925 года — полномочный представитель РСФСР (с 1923 — СССР) в Финляндии[1].
- С 9 июля 1925 по 24 февраля 1927 года — полномочный представитель СССР в Латвии[2].
- В 1927—1928 годах — член Коллегии Центрального статистического управления при Совете труда и обороны СССР.
- В 1928—1931 годах — сотрудник Государственной плановой комиссии при СНК СССР.
- В 1931—1933 годах — вице-президент Всесоюзной академии сельскохозяйственных наук.
- В 1933—1935 годах — член Всесоюзного комитета по радиофикации и радиовещанию при СНК СССР.
- С 1 апреля 1935 по 14 января 1939 года — полномочный представитель СССР в Иране[3].

Арестован 16 мая 1939 года. 4 февраля 1940 года за шпионаж приговорён Военной коллегией Верховного суда СССР к смертной казни. Расстрелян 5 апреля 1940 года. Реабилитирован 10 октября 1956 года.